# Tornado Kijów
ŻFK Tornado Kijów (ukr. ЖФК «Торнадо» Київ) – ukraiński klub piłki nożnej kobiet, mający siedzibę w stolicy kraju, mieście Kijów, grający w latach 1992–1993 w rozgrywkach piłkarskiej Wyższej Ligi.

## Historia
Chronologia nazw:
- 1988: ŻFK Nywa Baryszówka (ukr. ЖФК «Нива» Баришівка))
- 1991: ŻFK Nywa-Olimp Kijów (ukr. ЖФК «Нива-Олімп» Київ)
- 1992: ŻFK Olimp Kijów (ukr. ЖФК «Олімп» Київ)
- 1993: ŻFK Tornado Kijów (ukr. ЖФК «Торнадо» Київ)
- 1993: klub rozwiązano

Klub piłkarski Nywa został założony w miasteczku Baryszówka w obwodzie kijowskim w 1988 roku. W 1988 roku drużyna kobiet wzięła udział w II Ogólnokrajowym Turnieju ZSRR o nagrody tygodnika "Sobiesiednik", zajmując 5 miejsce. W następnym sezonie zwyciężyła w mistrzostwach Ogólnokrajowego Stowarzyszenia Kultury Fizycznej i Sportu Związków Zawodowych. W 1990 klub debiutował w Wysszej Lidze ZSRR, w której zajął najpierw pierwsze miejsce w 2 grupie, a potem w finale wygrał 2:1 z klubem Sierp i Mołot Moskwa. W 1991 klub przeniósł się do Kijowa, gdzie połączył się z miejscowym Olimp Kijów, wskutek czego nazwa klubu została zmieniona na Nywa-Olimp. W mistrzostwach ZSRR spadł na 8.miejsce w grupie pierwszej.
W 1992 drużyna piłkarska kobiet z nazwą Olimp Kijów debiutowała w Wyższej Lidze Ukrainy, zajmując czwartą pozycję w tabeli końcowej. W 1993 klub zmienił nazwę na Tornado Kijów i zdobył brązowe medale mistrzostw Ukrainy. Jednak po zakończeniu sezonu z powodów finansowych klub został rozwiązany. Miejsce w Wyższej Lidze zostało zarezerwowane dla innego kijowskiego klubu.

## Barwy klubowe, strój, herb, hymn
|  |  |

Klub ma barwy żółto-czarne. Piłkarki domowe spotkania zazwyczaj grają w żółtych koszulkach, czarnych spodenkach oraz żółtych getrach.

## Sukcesy

### Trofea międzynarodowe
Nie uczestniczył w rozgrywkach europejskich (stan na 31-05-2021).

### Trofea krajowe
ZSRR
| \| \| Zdobyte trofea w rozgrywkach Związku Radzieckiego (stan na: 31-05-2021) \| |                                                                         |      |             |
| Rozgrywki                                                                        | Osiągnięcie                                                             | Razy | Sezon(y)    |
| Mistrzostwo                                                                      | I miejsce                                                               | 1    | 1990        |
| Mistrzostwo                                                                      | II miejsce                                                              | 0    |             |
| Mistrzostwo                                                                      | III miejsce                                                             | 0    |             |
| Puchar                                                                           | zdobywca                                                                | 0    |             |
| Puchar                                                                           | finalista                                                               | 0    |             |
| Puchar                                                                           | faza grupowa (1/8)                                                      | 1    | 1991 (gr.8) |
| II liga                                                                          | I miejsce                                                               | 0    |             |
| II liga                                                                          | II miejsce                                                              | 0    |             |
| II liga                                                                          | III miejsce                                                             | 0    |             |
|                                                                                  | Zdobyte trofea w rozgrywkach Związku Radzieckiego (stan na: 31-05-2021) |      |             |

Ukraina
| \| \| Zdobyte trofea w rozgrywkach Ukrainy (stan na: 31-05-2021) \| |                                                            |      |          |
| Rozgrywki                                                           | Osiągnięcie                                                | Razy | Sezon(y) |
| Mistrzostwo                                                         | I miejsce                                                  | 0    |          |
| Mistrzostwo                                                         | II miejsce                                                 | 0    |          |
| Mistrzostwo                                                         | III miejsce                                                | 1    | 1993     |
| Puchar                                                              | zdobywca                                                   | 0    |          |
| Puchar                                                              | finalista                                                  | 0    |          |
| Puchar                                                              | ćwierćfinalista                                            | 1    | 1993     |
| II liga                                                             | I miejsce                                                  | 0    |          |
| II liga                                                             | II miejsce                                                 | 0    |          |
| II liga                                                             | III miejsce                                                | 0    |          |
| Ukraina                                                             | Zdobyte trofea w rozgrywkach Ukrainy (stan na: 31-05-2021) |      |          |

## Poszczególne sezony

### Rozgrywki międzynarodowe

#### Europejskie puchary
Nie uczestniczył w rozgrywkach europejskich (stan na 31-05-2021).

### Rozgrywki krajowe
ZSRR
| \| \| Bilans występów klubu w rozgrywkach piłkarskich Związku Radzieckiego (Stan na 31 maja 2021 r.) \| |                                                                                                |        |       |   |   |   |    |    |     |           |        |        |      |
| Poziom                                                                                                  | Rozgrywki                                                                                      | Sezony | Mecze | Z | R | P | B+ | B– | Pkt | Lata      | Awanse | Spadki | Naj. |
| I | Wysszaja liga                                                                                  | 2      |       |   |   |   |    |    |     | 1990–1991 | 0      | 0      | 1    |
| II | Pierwaja liga                                                                                  | 0      |       |   |   |   |    |    |     |           | 0      | 0      |      |
| | Puchar ZSRR                                                                                    | 1      |       |   |   |   |    |    |     | 1991      | 0      | 0      | 1/8  |
| | Bilans występów klubu w rozgrywkach piłkarskich Związku Radzieckiego (Stan na 31 maja 2021 r.) |        |       |   |   |   |    |    |     |           |        |        |      |

Ukraina
| \| Ukraina \| Bilans występów klubu w rozgrywkach piłkarskich Ukrainy (Stan na 31 maja 2021 r.) \| \| |                                                                                   |        |       |   |   |   |    |    |     |           |        |        |      |
| Poziom                                                                                                | Rozgrywki                                                                         | Sezony | Mecze | Z | R | P | B+ | B– | Pkt | Lata      | Awanse | Spadki | Naj. |
| I | Wyszcza liha                                                                      | 2      |       |   |   |   |    |    |     | 1992–1993 | 0      | 0      | 3    |
| II | Persza liha                                                                       | 0      |       |   |   |   |    |    |     |           | 0      | 0      |      |
| | Puchar Ukrainy                                                                    | 2      |       |   |   |   |    |    |     | 1992–1993 | 0      | 0      | 1/4  |
| Ukraina                                                                                               | Bilans występów klubu w rozgrywkach piłkarskich Ukrainy (Stan na 31 maja 2021 r.) |        |       |   |   |   |    |    |     |           |        |        |      |

## Struktura klubu

### Stadion
Klub rozgrywał swoje mecze domowe na stadionie Stadion Olimp w Kijowie, który może pomieścić 1000 widzów.